# Tomasz Nejman
Tomasz Nejman (ur. 26 listopada 1867, zm. 1942) – generał major Marynarki Wojennej Imperium Rosyjskiego i kontradmirał Marynarki Wojennej II Rzeczypospolitej, morski oficer techniczny dużych okrętów nawodnych, uczestnik wojny rosyjsko-japońskiej i I wojny światowej. Karierę zakończył na stanowisku członka Komisji Budowy Okrętów dla Floty Czarnomorskiej. Następnie powrócił do odrodzonej Polski, jednak nie został przyjęty do służby czynnej.

## Służba wojskowa w Rosji
Tomasz Nejman urodził się 26 listopada 1867 w Wilnie. Był synem Romualda i Koletty z Aleksandrowiczów. Po ukończeniu gimnazjum w rodzinnym mieście dostał się na Wydział Mechaniczny w Morskiej Szkole Inżynierii w Kronsztadzie. W 1888 zakończył naukę i rozpoczął służbę w rosyjskiej Cesarskiej Marynarce Wojennej, podczas której odbył w 1891 kurs elektrotechniczny. Był również absolwentem Wydziału Mechanicznego Akademii Morskiej w Petersburgu z 1894.
Początkowo pływał na okrętach Floty Bałtyckiej jako młodszy oficer mechanik, pomocnik starszego oficera mechanika, oficer mechanik oraz starszy oficer mechanik. Służył podczas wojny rosyjsko-japońskiej – wziął udział w bitwie pod Cuszimą, na nieopancerzonym krążowniku „Ałmaz”, który jako jeden z trzech okrętów rosyjskich zdołał przedrzeć się do Władywostoku. Ostatnią jednostką pływającą, na której służył był krążownik pancerny „Riurik” Floty Bałtyckiej. W 1912 zakończył służbę na morzu i został członkiem stałym w Komisji Budowy Okrętów dla Floty Czarnomorskiej. Na stanowisku tym pracował do końca I wojny światowej, awansując w 1915 na generała majora floty.

## Pobyt w odrodzonej Polsce
W 1919 przybył na odrodzone ziemie polskie, ale nie został zakwalifikowany do służby czynnej w Siłach Zbrojnych. Otrzymał natomiast stopień generała podporucznika marynarki rezerwy, a po weryfikacji w 1921 przemianowano go na kontradmirała w stanie spoczynku. Na stałe zamieszkał ponownie w Wilnie, gdzie zaprzyjaźnił się z kontradmirałem Michałem Borowskim. Aktywnie wspierał działalność Ligi Morskiej i Kolonialnej, w której był członkiem Zarządu Okręgowego. Po wkroczeniu do Wilna Armii Czerwonej w 1939 został internowany. Zmarł w 1942.